# League Cup 1979/80
Der League Cup 1979/80 war die 20. Austragung des seit 1960 existierenden englischen League Cup.
Der Wettbewerb startete am 11. August 1979 mit der Ersten Runde und endete am 15. März 1980 mit dem Finale in Wembley. Der Titel ging an die Wolverhampton Wanderers, die den Titelträger der beiden letzten Jahre Nottingham Forest im Finale mit 1:0 bezwangen. Wolverhampton gewann den Ligapokal damit zum zweiten Mal nach 1974 (2:1 gegen Manchester City).

## Erste Runde
|                     | Gesamt          |                   | Hinspiel | Rückspiel |
| ------------------- | --------------- | ----------------- | -------- | --------- |
| FC Blackpool        | 2:1             | AFC Rochdale      | 1:1      | 1:0       |
| Bradford City       | 3:2             | FC Darlington     | 0:2      | 3:0       |
| FC Bury             | 2:6             | Blackburn Rovers  | 0:3      | 2:3       |
| Chester City        | 2:1             | FC Walsall        | 2:1      | 0:0       |
| FC Chesterfield     | 6:3             | Hartlepool United | 5:1      | 1:2       |
| Colchester United   | 3:2             | FC Watford        | 2:0      | 1:2       |
| FC Gillingham       | 4:1             | Luton Town        | 3:0      | 1:1       |
| Grimsby Town        | 2:0             | Scunthorpe United | 2:0      | 0:0       |
| Halifax Town        | 2:3             | Shrewsbury Town   | 2:2      | 0:1       |
| Hereford United     | 2:5             | Exeter City       | 1:3      | 1:2       |
| Huddersfield Town   | 5:2             | Crewe Alexandra   | 2:1      | 3:1       |
| Leicester City      | 1:5             | Rotherham United  | 1:2      | 0:3       |
| Lincoln City F.C.   | 3:3 (3:4 i. E.) | FC Barnsley       | 2:1      | 1:2       |
| Mansfield Town      | (a)3:3(a)       | York City         | 1:0      | 2:3       |
| AFC Newport County  | 1:2             | Plymouth Argyle   | 1:0      | 0:2       |
| Northampton Town    | 4:2             | FC Millwall       | 2:1      | 2:2       |
| Oxford United       | 2:7             | FC Reading        | 1:5      | 1:2       |
| Peterborough United | 4:2             | Charlton Athletic | 3:1      | 1:1       |
| FC Portsmouth       | 1:3             | Swindon Town      | 1:1      | 0:2       |
| FC Port Vale        | 1:3             | Tranmere Rovers   | 1:2      | 0:1       |
| Sheffield United    | 2:4             | Doncaster Rovers  | 1:1      | 1:3       |
| Sheffield Wednesday | 3:2             | Hull City         | 1:1      | 2:1       |
| Southend United     | 6:2             | FC Brentford      | 2:1      | 4:1       |
| Stockport County    | 2:1             | Wigan Athletic    | 2:1      | 0:0       |
| Swansea City        | 4:1             | AFC Bournemouth   | 4:1      | 0:0       |
| Torquay United      | 4:3             | Bristol Rovers    | 1:2      | 3:1       |
| FC Wimbledon        | 6:2             | Aldershot Town    | 4:1      | 2:1       |
| FC Wrexham          | 3:2             | Carlisle United   | 1:1      | 2:1       |

## Zweite Runde
|                        | Gesamt          |                         | Hinspiel | Rückspiel |
| ---------------------- | --------------- | ----------------------- | -------- | --------- |
| Birmingham City        | 3:2             | Preston North End       | 2:1      | 1:0       |
| Blackburn Rovers       | 2:7             | Nottingham Forest       | 1:1      | 1:6       |
| Bolton Wanderers       | 1:2             | Southend United         | 1:2      | 0:0       |
| Brighton & Hove Albion | 4:1             | Cambridge United        | 2:0      | 2:1       |
| Bristol City           | 2:1             | Rotherham United        | 1:0      | 1:1       |
| FC Burnley             | 1:3             | Wolverhampton Wanderers | 1:1      | 0:2       |
| FC Chesterfield        | 3:0             | Shrewsbury Town         | 3:0      | 0:0       |
| Colchester United      | 2:2 (8:9 i. E.) | Aston Villa             | 0:2      | 2:0       |
| Derby County           | 1:2             | FC Middlesbrough        | 0:1      | 1:1       |
| Doncaster Rovers       | 4:6             | Exeter City             | 3:1      | 1:5       |
| FC Everton             | 2:1             | Cardiff City            | 2:0      | 0:1       |
| FC Gillingham          | 3:5             | Norwich City            | 1:1      | 2:4       |
| Grimsby Town           | 5:1             | Huddersfield Town       | 1:0      | 4:1       |
| Ipswich Town           | 0:1             | Coventry City           | 0:1      | 0:0       |
| Leeds United           | 1:8             | FC Arsenal              | 1:1      | 0:7       |
| Northampton Town       | 4:3             | Oldham Athletic         | 3:0      | 1:3       |
| Notts County           | 1:0             | Torquay United          | 0:0      | 1:0       |
| Leyton Orient          | 4:4 (4:5 i. E.) | FC Wimbledon            | 2:2      | 2:2       |
| Peterborough United    | 1:0             | FC Blackpool            | 0:0      | 1:0       |
| Plymouth Argyle        | 4:3             | FC Chelsea              | 2:2      | 2:1       |
| Queens Park Rangers    | 4:1             | Bradford City           | 2:1      | 2:0       |
| FC Reading             | 6:5             | Mansfield Town          | 4:3      | 2:4       |
| Sheffield Wednesday    | 2:3             | Manchester City         | 1:1      | 1:2       |
| FC Southampton         | 8:0             | FC Wrexham              | 5:0      | 3:0       |
| Stockport County       | 1:8             | Crystal Palace          | 1:1      | 0:7       |
| Stoke City             | 4:2             | Swansea City            | 1:1      | 3:1       |
| FC Sunderland          | 4:4 (7:6 i. E.) | Newcastle United        | 2:2      | 2:2       |
| Swindon Town           | 2:1             | Chester City            | 1:0      | 1:1       |
| Tottenham Hotspur      | 3:4             | Manchester United       | 2:1      | 1:3       |
| Tranmere Rovers        | 0:4             | FC Liverpool            | 0:0      | 0:4       |
| West Bromwich Albion   | 2:1             | FC Fulham               | 1:1      | 1:0       |
| West Ham United        | 5:1             | FC Barnsley             | 3:1      | 2:0       |

## Dritte Runde
|                      | Ergebnis |                         |
| -------------------- | -------- | ----------------------- |
| FC Arsenal           | 2:1      | FC Southampton          |
| Aston Villa          | 0:0      | FC Everton              |
| Birmingham City      | 1:2      | Exeter City             |
| Crystal Palace       | 1:2      | Wolverhampton Wanderers |
| Grimsby Town         | 3:1      | Notts County            |
| FC Liverpool         | 3:1      | FC Chesterfield         |
| Manchester City      | 1:1      | FC Sunderland           |
| Mansfield Town       | 0:3      | Queens Park Rangers     |
| FC Middlesbrough     | 1:3      | Nottingham Forest       |
| Northampton Town     | 0:1      | Brighton & Hove Albion  |
| Norwich City         | 4:1      | Manchester United       |
| Peterborough United  | 1:1      | Bristol City            |
| Plymouth Argyle      | 0:0      | FC Wimbledon            |
| Stoke City           | 2:2      | Swindon Town            |
| West Bromwich Albion | 2:1      | Coventry City           |
| West Ham United      | 1:1      | Southend United         |

### Wiederholungsspiele
|                 | Ergebnis |                     |
| --------------- | -------- | ------------------- |
| FC Everton      | 4:1      | Aston Villa         |
| FC Sunderland   | 1:0      | Manchester City     |
| Bristol City    | 4:0      | Peterborough United |
| FC Wimbledon    | 1:0      | Plymouth Argyle     |
| Swindon Town    | 2:1      | Stoke City          |
| Southend United | 0:0      | West Ham United     |

### 2. Wiederholungsspiel
|                 | Ergebnis |                 |
| --------------- | -------- | --------------- |
| West Ham United | 5:1      | Southend United |

## Vierte Runde
|                        | Ergebnis |                         |
| ---------------------- | -------- | ----------------------- |
| Brighton & Hove Albion | 0:0      | FC Arsenal              |
| Bristol City           | 1:1      | Nottingham Forest       |
| Grimsby Town           | 2:1      | FC Everton              |
| FC Liverpool           | 2:0      | Exeter City             |
| Queens Park Rangers    | 1:1      | Wolverhampton Wanderers |
| FC Sunderland          | 1:1      | West Ham United         |
| West Bromwich Albion   | 0:0      | Norwich City            |
| FC Wimbledon           | 1:2      | Swindon Town            |

### Wiederholungsspiele
|                         | Ergebnis |                        |
| ----------------------- | -------- | ---------------------- |
| FC Arsenal              | 4:0      | Brighton & Hove Albion |
| Nottingham Forest       | 3:0      | Bristol City           |
| Wolverhampton Wanderers | 1:0      | Queens Park Rangers    |
| West Ham United         | 2:1      | FC Sunderland          |
| Norwich City            | 3:0      | West Bromwich Albion   |

## Fünfte Runde
|                 | Ergebnis |                         |
| --------------- | -------- | ----------------------- |
| FC Arsenal      | 1:1      | Swindon Town            |
| Grimsby Town    | 0:0      | Wolverhampton Wanderers |
| Norwich City    | 1:3      | FC Liverpool            |
| West Ham United | 0:0      | Nottingham Forest       |

### Wiederholungsspiele
|                         | Ergebnis  |                 |
| ----------------------- | --------- | --------------- |
| Swindon Town            | 4:3 n. V. | FC Arsenal      |
| Wolverhampton Wanderers | 1:1       | Grimsby Town    |
| Nottingham Forest       | 3:0       | West Ham United |

### 2. Wiederholungsspiel
|              | Ergebnis |                         |
| ------------ | -------- | ----------------------- |
| Grimsby Town | 0:2      | Wolverhampton Wanderers |

## Halbfinale
|                   | Gesamt |                         | Hinspiel | Rückspiel |
| ----------------- | ------ | ----------------------- | -------- | --------- |
| Nottingham Forest | 2:1    | FC Liverpool            | 1:0      | 1:1       |
| Swindon Town      | 3:4    | Wolverhampton Wanderers | 2:1      | 1:3       |

## Finale
| Nottingham Forest                          | Nottingham Forest | Wolverhampton Wanderers | Wolverhampton Wanderers |
| ------------------------------------------ | --- | --- | ----------------------- |
| Nottingham Forest                          | \| Sonntag, 15. März 1980 in London (Wembley) \| \| Ergebnis: 0:1 (0:0) \| \| Zuschauer: 96.527 \| \| Schiedsrichter: David Richardson \|                                                   | \| Sonntag, 15. März 1980 in London (Wembley) \| \| Ergebnis: 0:1 (0:0) \| \| Zuschauer: 96.527 \| \| Schiedsrichter: David Richardson \|                                         | Wolverhampton Wanderers |
| Nottingham Forest                          | Peter Shilton – Viv Anderson, Frank Gray, David Needham, Kenny Burns – John McGovern , Martin O’Neill, Ian Bowyer, John Robertson – Garry Birtles, Trevor Francis Cheftrainer: Brian Clough | Paul Bradshaw – Geoff Palmer, Derek Parkin, George Berry, Emlyn Hughes – Peter Daniel, Kenny Hibbitt, Willie Carr – Andy Gray, John Richards, Mel Eves Cheftrainer: John Barnwell | Wolverhampton Wanderers |
| Nottingham Forest                          | 0:1 Andy Gray (67.) | | Wolverhampton Wanderers |
| Sonntag, 15. März 1980 in London (Wembley) | | |                         |
| Ergebnis: 0:1 (0:0)                        | | |                         |
| Zuschauer: 96.527                          | | |                         |
| Schiedsrichter: David Richardson           | | |                         |